# Engelskt ton
Engelskt ton (äv. weight ton, gross ton), även kallat long ton, är en viktenhet som motsvarar 1016,0469088 kg.
Enheten är klart definierat genom Weights and Measures Act of 1878 som antogs av det brittiska parlamentet samma år då poundet sattes till 0,45359 kg. 14 pound är 1 stone, 8 stone är en hundredweight (112 pound) och 1 (long) ton är 20 hundredweight vilket gör 2 240 pound eller 1 016,0469088 kg.
Long ton används för petroleumprodukter som till exempel flygbränsle, samt även när man talar om fartygs tonnage, dödviktston. Intressant nog används long ton i USA för att beskriva flottans fartyg och var även den enhet som användes i flottbegränsningsavtalen i Washington 1922 och London 1930 och 1936.

## Omvandlingstabell
Tabellen nedan omvandlar mellan olika viktenheter för "ton". Varje rad innehåller beteckningar för en och samma massa uttryckt i olika sorter.
| ton        | pound (lb) | short ton | long ton   | kg         |
| ---------- | ---------- | --------- | ---------- | ---------- |
| 1          | 2 204,623  | 1,1023    | 0,9842     | 1 000      |
| 0,00045359 | 1          | 0,0005    | 0,00044643 | 0,45359    |
| 0,907185   | 2 000      | 1         | 0,892857   | 907,1847   |
| 1,016047   | 2 240      | 1,12      | 1          | 1 016,0469 |
| 0,001      | 2,204623   | 0,001102  | 0,0009842  | 1          |